# Bene (filosofia)
In filosofia, con il termine "bene" si indica generalmente tutto ciò che agli individui appare desiderabile e tale che possa essere considerato come fine ultimo da raggiungere nella propria esistenza. Questo è l'aspetto "etico" del concetto di bene; ma nella storia della filosofia è stato avanzato anche un significato "ontologico" con Platone e i suoi successori ed epigoni che stabilivano un'equiparazione tra Buono, Bello e Vero (Kalokagathia). Questa concezione è stata assunta anche dal cristianesimo, poiché il Dio cristiano è infatti, oltre che onnipotente e onnisciente, l'essenza della bontà, della bellezza e della verità.

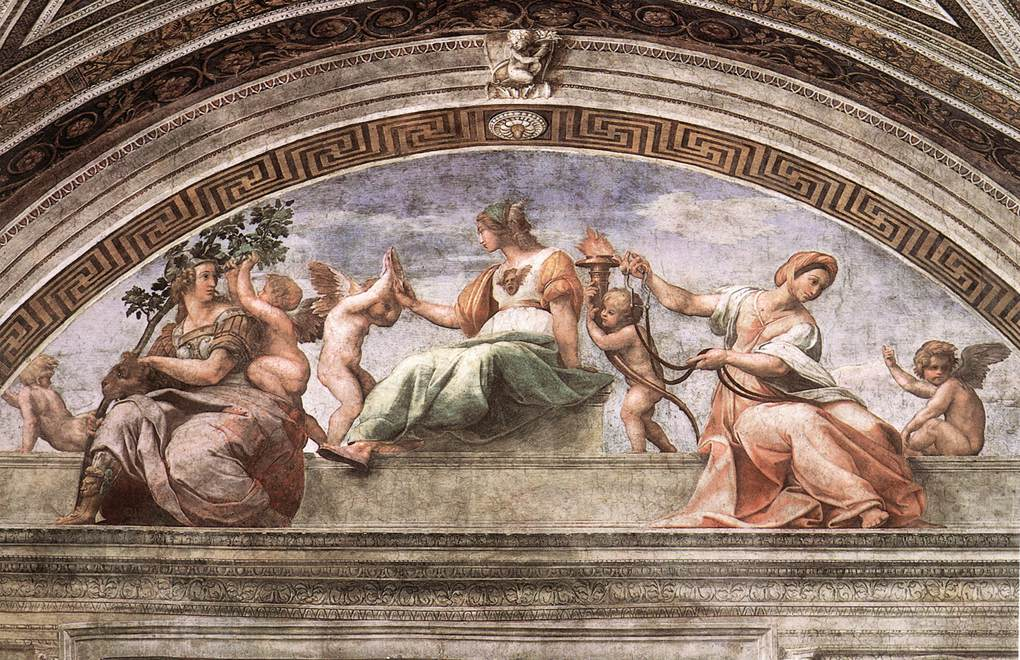
La Virtù e la Legge, allegoria del Bene ad opera di Raffaello, che accompagna le rappresentazioni iconografiche del Vero e del Bello nella Stanza della Segnatura ai Musei Vaticani

Spesso il concetto di bene assume un significato pragmatico e si identifica con quello di "azione buona", come nell'espressione "fare del bene", equivalente a "compiere buone azioni", cioè azioni che rispondano a regole morali che ci si autoimpone. Così è nelle morali autonome, o che vengano indicate dall'esterno come leggi da osservare, come nelle morali eteronome.
Il concetto di bene è tipicamente opposto a quello di male che, come quello di "bene", ha assunto nella filosofia occidentale un significato sia etico che ontologico. Nel pensiero orientale il male ha anche un valore gnoseologico, perché corrisponde all'ignoranza del divino e del vero.
La dottrina, che si propone di stabilire criteri razionali per esprimere un giudizio di valore riguardo all'agire umano, è l'etica, ovvero la morale.

## Il concetto nella storia della filosofia
Nella storia della filosofia il concetto di bene è stato delineato secondo due diverse concezioni:
- quella metafisico-oggettivistica
- quella soggettivistica

Su questa distinzione si fonda il tema, da sempre uno dei più dibattuti in ambito filosofico, religioso e politico, con risultati che, se per certi aspetti sembrano convergere verso tesi condivise, da altri portano alla creazione di teorie filosofiche, sociologiche e politiche del tutto inconciliabili ed antagoniste. I diversi contesti culturali, inoltre, possono influenzare sostanzialmente la percezione del grado di "moralità", ovvero di "accettabilità sociale" delle azioni degli individui.
Nell'ambito del soggettivismo si trova quella dottrina filosofica del relativismo che, negando alla radice la capacità umana di stabilire criteri di giudizio oggettivamente validi riferibili alla maggior parte degli atti conoscitivi umani, nega implicitamente anche le basi su cui si fonda la morale tradizionale.
Secondo il relativismo l'unico "organismo" in grado di esprimere un giudizio di valore sul grado di "bontà" di un certo comportamento umano è l'intera comunità di cui i singoli individui fanno parte. In questa logica, quanto maggiore sarà il consenso riscosso, quanto più giusto (cioè "buono") un individuo (o un comportamento) saranno "legittimamente" considerati. Le cosiddette leggi morali non potrebbero, quindi, essere valide in senso assoluto, ma dovrebbero, al pari di tutte le altre leggi, trovare la propria convalida nell'approvazione dell'intero corpo sociale, o quantomeno di una sua qualificata maggioranza.
Alla concezione metafisico-oggettivistica appartengono invece la maggior parte delle dottrine religiose che si oppongono a questo modo soggettivistico di intendere la morale, ed asseriscono che le leggi morali, o in quanto rispondenti a principi naturali universali, immanenti nella natura stessa, o perché "dettate" da un'entità divina superiore, sono verità "rivelate", valide di per sé e vincolanti per gli individui che in queste dottrine si vogliono riconoscere. Per un credente, quindi, è la divinità che rappresenta l'ideale di "bene assoluto".

## La concezione oggettivistica

### Platone
La prima si trova soprattutto nel pensiero antico e medioevale.

Per Platone il Bene è pari al Sole (Repubblica, VI 508 sgg.):

come il sole con la sua luce dà visibilità alle cose, così il Bene dà intelligibilità alle idee, cioè rende possibile alle idee di essere capite;

e come il sole con la luce dà capacità visiva all'occhio così il Bene dà intelligenza, capacità di capire all'anima.
Quindi c'è una omogeneità, una parentela tra le cose che si capiscono e l'anima che le capisce, e questa parentela è rappresentata dal Bene.
Come il sole infine, con il suo calore rende possibile la vita, così il Bene fa sì che ciascuna idea e ciascuna cosa esistano.
Tutto il mondo esiste perché è bene che esista. Le cose esistono perché sono buone e le cose essendo buone sono uno strumento per arrivare al Bene. Una concezione finalistica della natura simile a quella cristiana. Dio ha creato il mondo per bontà, e ha creato gli uomini perché praticassero il bene.
Secondo Platone, i beni sono di due specie: umani e divini. Detto altrimenti, vi sono almeno due modi principali di interpretare il Bene: la modalità meramente "umana" consiste nel ridurre il Bene a ciò che è utile e vantaggioso per gli umani. Si ha così una concezione relativistica, utilitaristica ed antropocentrica del Bene.
Ma il Bene in sé stesso, il Bene che trascende perfino l'essenza ha una configurazione ben più ampia, anzi illimitata, sottraendosi ai condizionamenti umani: per questo ha carattere divino, ed è per lo più considerato il Primo Dio.
Il Bene incondizionato è paragonabile simbolicamente al Sole, che risplende su tutti gli esseri e non solo sugli umani: a questo proposito è lecito parlare di "respiro cosmico del Bene", proprio per evidenziare il superamento delle concezioni parziali e moralistiche del Bene, calibrate sulle aspettative umane.
Il Bene in sé è incondizionato, divino poiché trascende ogni limitazione, e per essere avvicinato richiede un'apertura noetica (intellettiva) completa: esso si colloca «al limite estremo dell'intelligibile», e proprio per questo «è difficile a vedersi». 
La dottrina platonica del Bene costituisce il vertice dell'intera metafisica platonica. Commentando i passi di Platone incentrati sul Bene, i Neoplatonici svilupperanno la concezione dell'Uno aformale, in sintonia con quanto precedentemente elaborato da Platone.
Inoltre il Bene è come il Bello: distribuito lungo una "gradazione" le cui tappe devono essere percorse fino all'Ideale perfetto. I Neoplatonici riprenderanno pure questo concetto.

### Aristotele
Aristotele entra in polemica con Platone (Ethica nicomachea, 1): il bene non può essere un'idea trascendente il mondo dove l'uomo vive ed opera, il bene è ciò che l'uomo mette in atto nel suo comportamento concreto.
Aristotele però rientra anche lui nell'ambito del finalismo platonico quando concepisce la somma perfezione, il bene come Atto puro o come motore immobile che è la premessa indispensabile che permette che ci sia il continuo realizzarsi delle cose passando dalla potenza all'atto e che spiega l'anelito di tutte le cose nel dirigersi verso la perfezione dell'Atto puro.

### Plotino
Plotino riprende la concezione platonica: il principio supremo che Platone denominava Bene, in Plotino viene più spesso indicato come Uno aformale. Questa corrispondenza trova riscontro in innumerevoli passi delle Enneadi (e in particolare in Enneadi, V 5,10).
Altrove Plotino, seguendo anche qui Platone, distingue varie gradazioni del Bene, culminanti appunto nel "Bene superiore agli altri beni" (vedi Enneadi, VI 9, 6) : quindi le cose sono relativamente buone in quanto emanano direttamente da lui, lo imitano ossia partecipano della sua natura sia pure con intensità diversificata.

### Cristianesimo
Questa concezione è ravvisabile nel pensiero cristiano che però la modifica in senso creazionista. Le cose sono direttamente create per volontà provvidenziale del Creatore e quindi mantengono di Lui l'essenza buona. Secondo Agostino, il carattere limitato e corruttibile dei beni terreni non è un difetto della creazione divina, ma un segno della sua perfezione. Quel carattere genera, infatti, una varietà di beni e una gradazione tra di essi, rendendo il mondo più ricco e completo.
Ciononostante, ne La città di Dio Agostino prospetta anche una netta antitesi, una discontinuità e una contrapposizione dicotomiche nell'ambito dell'amore, fra l'amor sui e l'amor Dei, l'amore verso sé stessi e verso Dio. Inoltre già nelle Confessioni VII,10.16 scrive aliud, aliud valde, formulando l'idea d'un Dio totalmente Altro rispetto alla coscienza umana. Così l'Ipponate viene considerato il padre della teologia negativa cristiana per questa sua accentuazione della via negationis a scapito della via affirmationis (o anche solo la via eminentiae), la quale è invece ben presente addirittura nelle stesse Confessioni, lì dove egli sostiene l'albergare di Dio nell'interiorità di ogni essere umano.
a) VI,1.1:
b) X, 27.38:
Si consideri infine il celebre aforisma espresso nel De vera religione, XXXIX, 72:
D'altronde è innegabile che già le sue influenze platoniche e neoplatoniche evidenziassero una teologia negativa pre-cristiana.

### Nel Medioevo
Secondo la dottrina scolastica dei trascendentali essere e bene sono equivalenti: il bene si identifica con l'essere e le varie gradazioni dell'uno coincidono con l'altro: Dio è sommo Bene e sommo Essere e le creature sono buone in quanto create a sua immagine e somiglianza.

## La concezione soggettivistica
È questa nell'antichità la concezione preminente dei sofisti con la loro etica relativistica ma è soprattutto nel pensiero moderno e contemporaneo che si afferma come una teoria che definisce bene ciò che il soggetto percepisce, desidera e vuole ciò che per lui è buono.
Tale soggettività può essere di natura empirica, e in questo caso sfocia nel relativismo, come quello dei libertini o di Thomas Hobbes o, come in Kant, questa soggettività è tale da appartenere a quello che tutti gli uomini hanno in comune: l'essere dotati di ragione; una soggettività universale che si rispecchia in una legge universale e formale della volontà buona che prescinde, in un certo senso trascende le singole volontà particolari.
Nella filosofia contemporanea accesa è la polemica tra le visioni soggettivistiche e oggettivistiche del bene: aderisce a quest'ultima lo spiritualismo che intende il bene com'era nella dottrina antica e medioevale e altrettanto fa il neoidealismo che però, nella linea dell'idealismo romantico, cerca di andare oltre la visione formale kantiana ed elabora una metafisica della soggettività dove salva una visione oggettivistica del bene.
Nel pragmatismo, nel neopositivismo e nella filosofia analitica prevale la concezione soggettivistica affermata più o meno radicalmente.
Una posizione differenziata e particolare è quella tenuta dalla fenomenologia e da certi correnti del neorealismo, come quella che fa capo a George Edward Moore, che affermano l'oggettività del bene o più genericamente dei valori negando però che essa possa essere ricondotta a qualsiasi considerazione teologica com'era nel passato.
In particolare Moore sostiene nella sua opera Principia ethica che il Bene sia un concetto semplice di cui non si può dare alcuna definizione, sia di natura fisica che metafisica, ma solo intuito (intuizionismo etico).